# Hanna Kister
Hanna Kister (ur. 1902, zm. 1997) – polska wydawczyni, współwłaścicielka Roy Publishers w Nowym Jorku.

## Życiorys
Od 12 lipca 1922 była żoną Mariana Kistera polskiego wydawcy, współzałożyciela i współwłaściciela (z Melchiorem Wańkowiczem) Towarzystwa Wydawniczego „Rój” w Warszawie oraz Roy Publishers w Nowym Jorku. Pozostawiła wspomnienia opisujące działalność wydawnictwa, które zawierają również wspomnienia pisarzy o Marianie Kisterze.

## Publikacje
- Pegazy na Kredytowej. Wspomnienia, Warszawa: Państwowy Instytut Wydawniczy 1980.